# Hans-Arnold Stahlschmidt
Hans-Arnold Stahlschmidt, né le 15 septembre 1920 à Kreuztal et mort au combat le 7 septembre 1942 vers El-Alamein, est un pilote de chasse allemand, actif dans la Luftwaffe pendant la Seconde Guerre mondiale.
Il marque la quasi-intégralité ses 59 victoires contre les Alliés en Afrique du Nord en volant sur Messerschmitt Bf 109 et dans la Jagdgeschwader 27 (JG 27) en quelques semaines.
Il a reçu la croix de chevalier de la croix de fer avec feuilles de chêne à titre post-hume.
Stahlschmidt est un proche de l'as Hans-Joachim Marseille.